# Agoliinus aleutus
Agoliinus aleutus är en skalbaggsart som beskrevs av Johann Friedrich von Eschscholtz 1822. Agoliinus aleutus ingår i släktet Agoliinus och familjen Aphodiidae. Inga underarter finns listade i Catalogue of Life.